# Alexandre Josep Oliva
Alexandre Josep Oliva (Sallagosa, Alta Cerdanya, 8 de setembre de 1823 - París, 22 de febrer de 1890) fou un escultor nord-català establert a París.

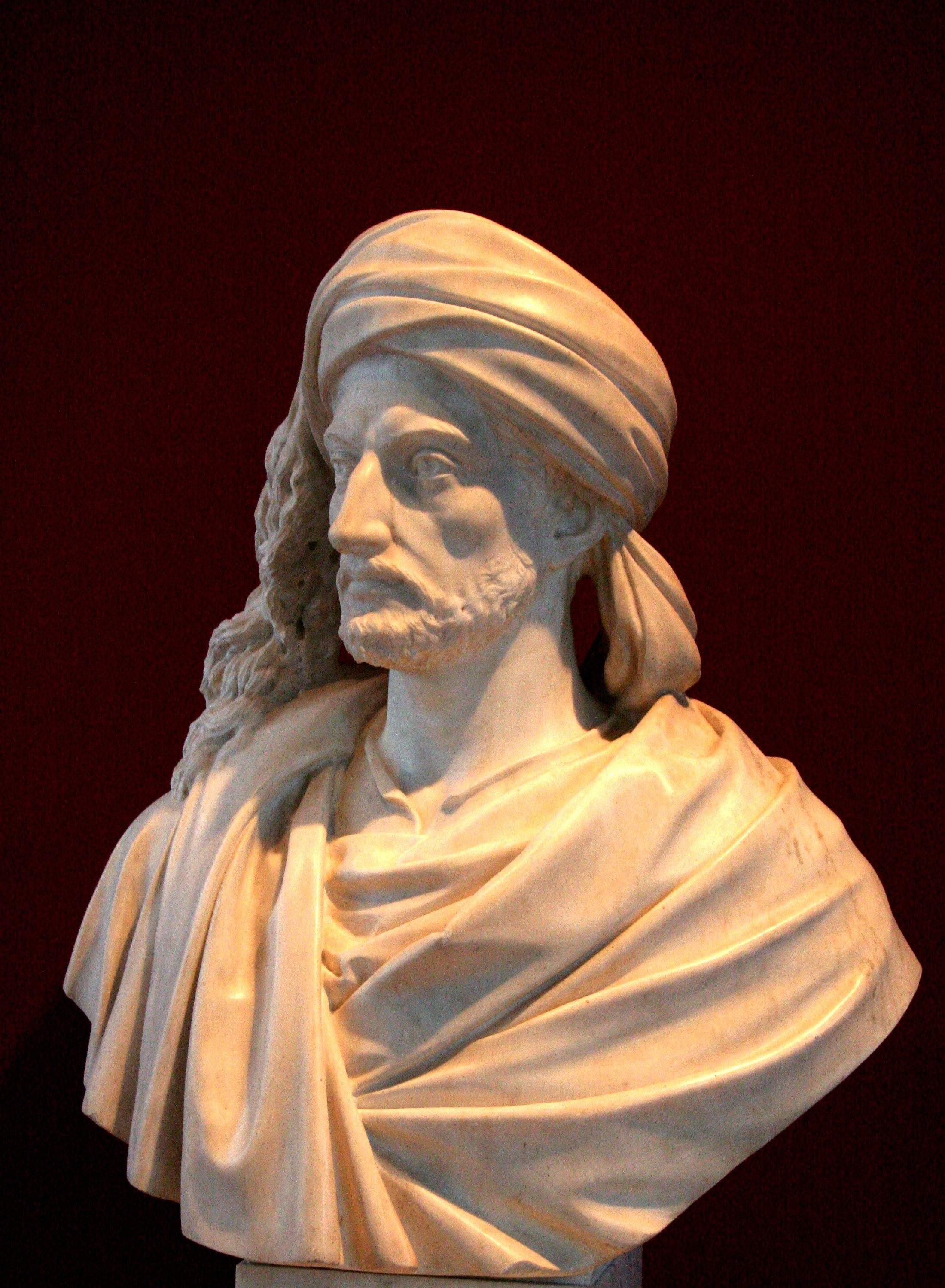
René Caillié, bust en marbre, Niort, museu Bernard d'Agesci.

## Biografia
Era fill del ceramista Bonaventura Oliva. Inicialment va treballar en el taller del seu pare i en l'empresa familiar a L'Avelhanet (Arieja), on el 1843 va guanyar una medalla per la seva obra. El 1844 va fer el servei militar als hússars de Besiers i el 1846 es traslladà a París, on va treballar alguns mesos amb els escultors Antoine Etex i Henri-Frédéric Iselin i els pintors Jean-Baptiste Delestre i Henri Lehmann, però finalment es decantà per l'autodactisme. Es va especialitzar en la realització de busts de marbre o de bronze, com els del bisbe de Langres (1849), la reina d'Holanda (1850), l'Abbé Deguerry (1867), a la Madelaine de París,, Dumont d'Urville (1879 i la Immaculada Concepció (1887), de l'església de Banyuls de la Marenda. També va participar en el retaule del cor de l'ermitatge de Font-romeu. Va rebre sis medalles per les seves escultures entre 1852 i 1863, i el 1867 fou cavaller de la Legió d'Honor.
Té obres a l'antic Museu de Luxemburg a París, i als Museus de Versalles, Besiers, Lió, Narbona i Perpinyà. Va morir d'una congestió cerebral el 22 de febrer de 1890 al seu domicili al 17 rue Denfert-Rochereau de París.